# أخيليا بيبرشتاين
أخيليا بيبرشتاين، أخيليا صغيرة الزهر الاسم العلمي (Biebersteinia)، نبات معمر من فصيلة النجمية يعلو من 10 إلى 100 سم. كثيف
الكَساء الزَّغبيّ. أوراقه مزدوجة التشريح الريشي، خطية إلى سِنانِية، سكماتُها حريرية، مُسندقة الرأس. رُؤيْساته من 30 إلى 200 وأكثر تُشكل
أعذاقاً عرضها من 4 إلى 5، ذهبية اللون الأصفر. إزهراره من نيسان إلى تموز، في الحقول والروابي،

## الانتشار الجغرافي
بلغاريا، لبنان، جنوب شرق روسيا، آسيا الصغرى وآسيا الوسطى.